# شكر حميدوف
شُكُر ناريمان أوغلي حميدوف (1 مارس 1975 - 23 أكتوبر 2020)، هو عسكري أذربيجاني ضابط برتبة عقيد من القوات المسلحة الأذربيجانية، وحمل لقب البطل الوطني لأذربيجان. خدم حميدوف لأكثر من 20 عامًا.
قُتل شكور حميدوف في 23 أكتوبر/تشرين الأول 2020 أثناء عملية قضاء قبادلي. في الحرب بين أرمينيا وأذريبيجان حول نزاع مرتفعات قرة باغ 2020.